# Kim Traavik
Kim Traavik, född 11 juli 1946, är en norsk diplomat och politiker. Han har arbetat vid utrikesförvaltningen sedan 1977. Underdirektör i Utenriksdepartementet 1992-1994. Ministerråd 1994-96 och minister 1996-1997 vid EU-delegationen i Bryssel. 1997–99 ambassadör och koordinator för det norske ordförandeskapet i OSSE, från 2000 expeditionschef i Utenriksdepartementet. Statssekreterare i Utenriksdepartementet 2001-2005. 2006-2010 ambassadör hos NATO. Sedan 2010 Norges ambassadör i London. Han är politiker i Høyre.

### Fotnoter
1. ↑  ”Kim Traavik” (på Norwegian). Store norske leksikon. Oslo: Kunnskapsforlaget. http://www.snl.no/Kim_Traavik. Läst 22 februari 2011., CC-BY-SA